# Безумие любви (фильм)
«Безумие любви» (исп. Juana la Loca — «Хуана Безумная») — испанский исторический фильм 2001 года режиссёра Висенте Аранды. Фильм был номинирован на премию «Гойя» в 12 категориях и получил три награды, включая премию за лучшую женскую роль. Фильм был показан на кинофестивале в Сан-Себастьяне, где Пилар Лопес де Айяла получила премию «Серебряная раковина».

## Сюжет
В 1496 году Хуана, третья дочь Фердинанда II Арагонского и Изабеллы I Кастильской, покидает Испанию через порт Ларедо. Она направляется во Фландрию, чтобы выйти замуж за австрийского эрцгерцога Филиппа, которого она никогда не видела. Брак заключается по политическим мотивам, и её мать, королева Изабелла, желает ей удачи.
Во Фландрии неопытная Хуана поражена своим женихом. Ему также нравится красивая невеста и он без промедления отдаёт указания заключить брак. Поначалу их союз успешен. Через некоторое время Хуана рожает дочь, а затем и сына. Она сильно привязывается к своему мужу и любовь поглощает её, но её чрезмерная страсть отталкивает Филиппа. Он находит увлечение в охоте, а также начинает изменять Хуане. Смерть матери Хуаны неожиданно делает её главной наследницей престола Кастилии.

## В ролях
- Пилар Лопес де Айяла — Хуана I Безумная
- Даниэле Лиотти — Филипп I Красивый
- Росана Пастор — Эльвира
- Мануэла Аркури — Айша/Беатрис
- Джулиано Джемма — Сеньор де Вейре
- Роберто Альварес — адмирал Кастилия
- Элой Асорин — Альваро де Эстуньига
- Гильермо Толедо — капитан Корралес
- Суси Санчес — Изабелла I
- Чема де Мигель — Хуан Мануэль
- Андрес Лима — Диего Лопес Пачеко-и-Портокарреро

## Критика
Фильм получил смешанные отзывы критиков. На агрегаторе рецензий Metacritic фильм имеет рейтинг 55 из 100 на основе рецензий 19 критиков, что соответствует статусу «смешанные или средние отзывы». На сайте Rotten Tomatoes рейтинг одобрения составляет 48 % на основе 50 рецензий со средним баллом 5,3 из 10.